# آلبرت فیشر (بازیکن فوتبال)
آلبرت فیشر (انگلیسی: Albert Fisher؛ فوریه ۱۸۸۱ – ۴ دسامبر ۱۹۳۷) بازیکن فوتبال اهل بریتانیا بود.
از باشگاه‌هایی که در آن بازی کرده‌است می‌توان به باشگاه فوتبال برافورد پارک آونیو، باشگاه فوتبال استون ویلا، باشگاه فوتبال مرثر تاون، باشگاه فوتبال کاونتری سیتی، باشگاه فوتبال منچستر سیتی، باشگاه فوتبال بریستول سیتی، و باشگاه فوتبال برایتون اند هوو آلبیون اشاره کرد.